# Contract social

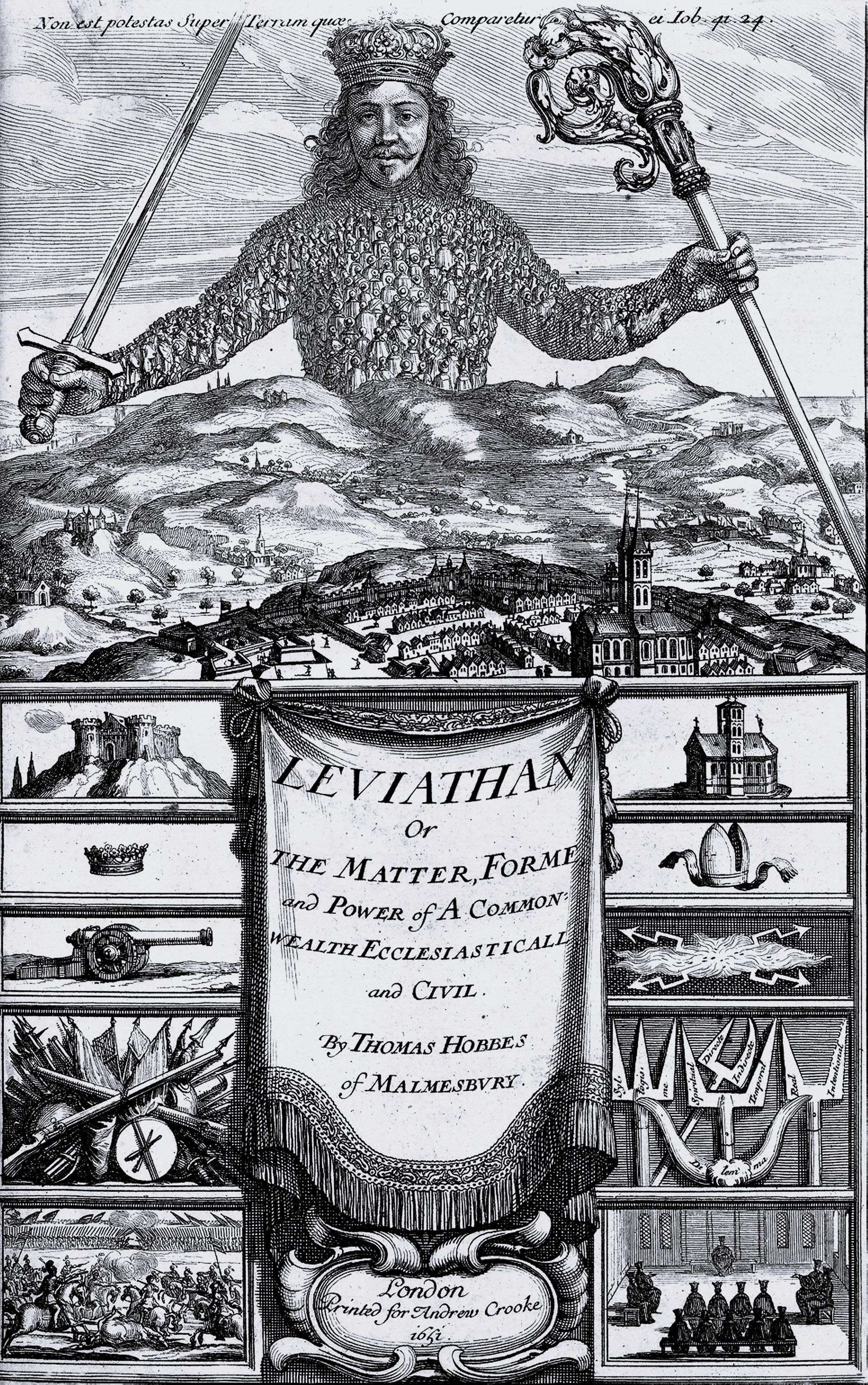
Coperta cărții Leviathan, publicată de Thomas Hobbes în 1651.

Teoria contractului social (în engleză social contract theory, în franceză théorie du contrat social) a fost încercarea legitimării puterii publice (forța statului) printr-o ipotetică delegare din partea indivizilor care constituie populația unui stat. Teoriile clasice ale contractului social sunt din secolul al XVII-lea. Principalii teoreticieni ai contractului social au fost Thomas Hobbes, John Locke și Jean-Jacques Rousseau.

## Critica formulată în secolul al XIX-lea
Luigi Taparelli⁠(en)[traduceți] a contrazis teoria contractului social, în locul căreia a propus alternativa dreptății sociale. Taparelli a preconizat împărțirea puterii și resurselor nu în numele fictivei „voințe generale” (volonté générale), ci în conformitate cu dreptatea.